# إميل روش
إميل روش (بالفرنسية: Émile Roche)‏ هو اقتصادي فرنسي، ولد في 24 سبتمبر 1893 في Estaires ‏ في فرنسا، وتوفي في 25 أكتوبر 1990.